# Ostrów Lednicki

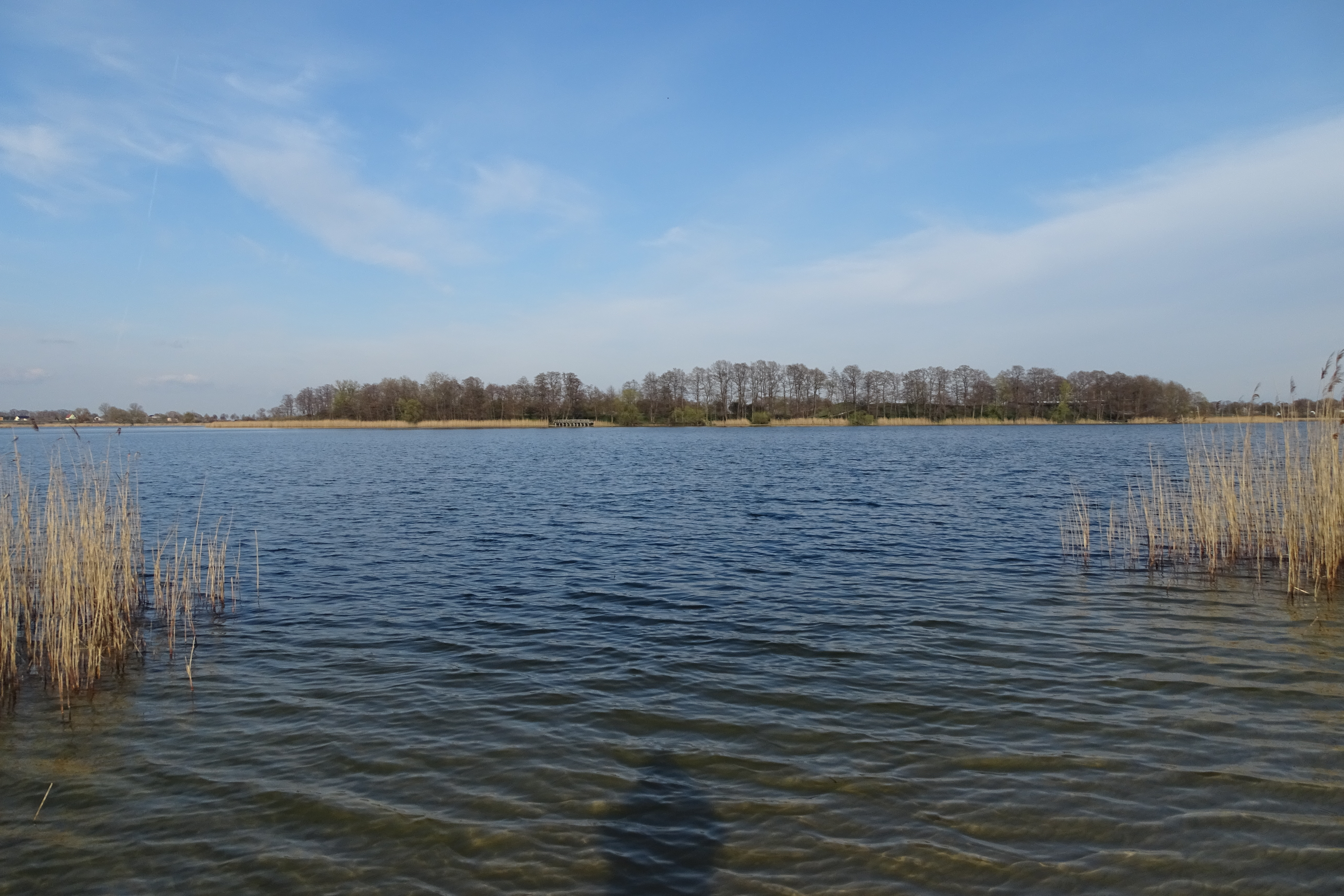
Ostrów Lednicki. Widok z zachodniego brzegu jeziora Lednica, z plaży w wiosce Rybitwy

Ostrów Lednicki – największa z pięciu wysp na jeziorze Lednica, położona w jego południowej części, prawdopodobne miejsce Chrztu Polski. Na wyspie znajduje się stanowisko archeologiczne oraz od 1969 roku Muzeum Pierwszych Piastów. 16 września 1994 roku wyspa została wpisana na listę pomników historii.

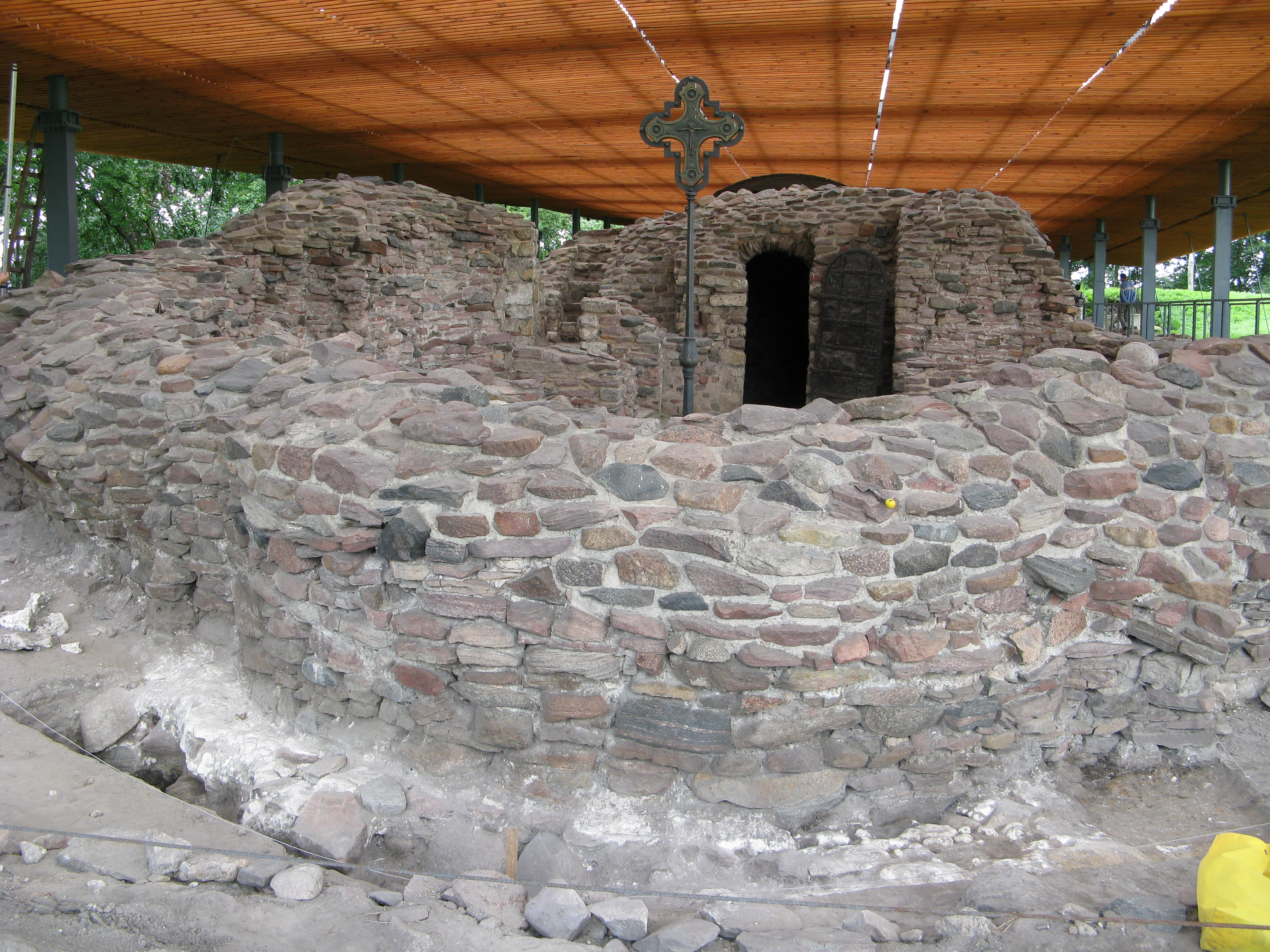
Ruiny palatium i kaplicy (zabytek nr 2404/A)

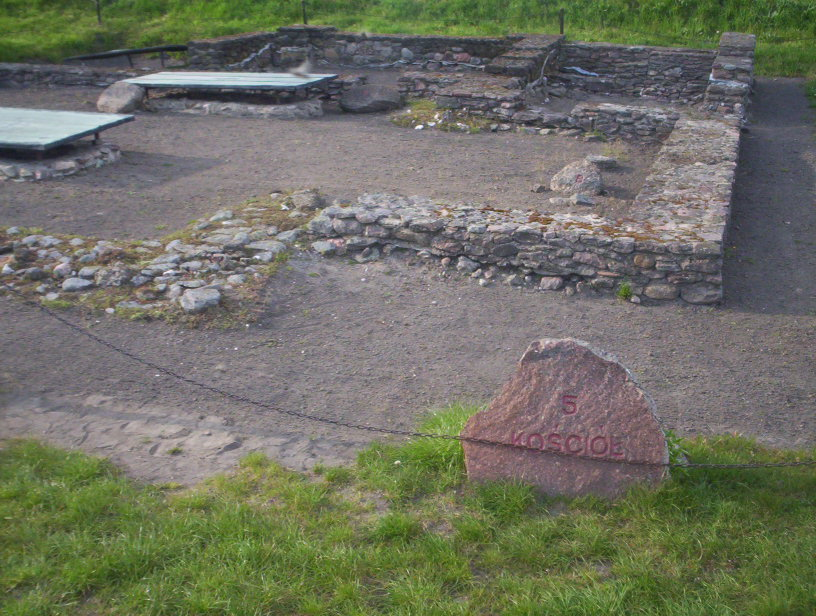
Ruiny kościoła

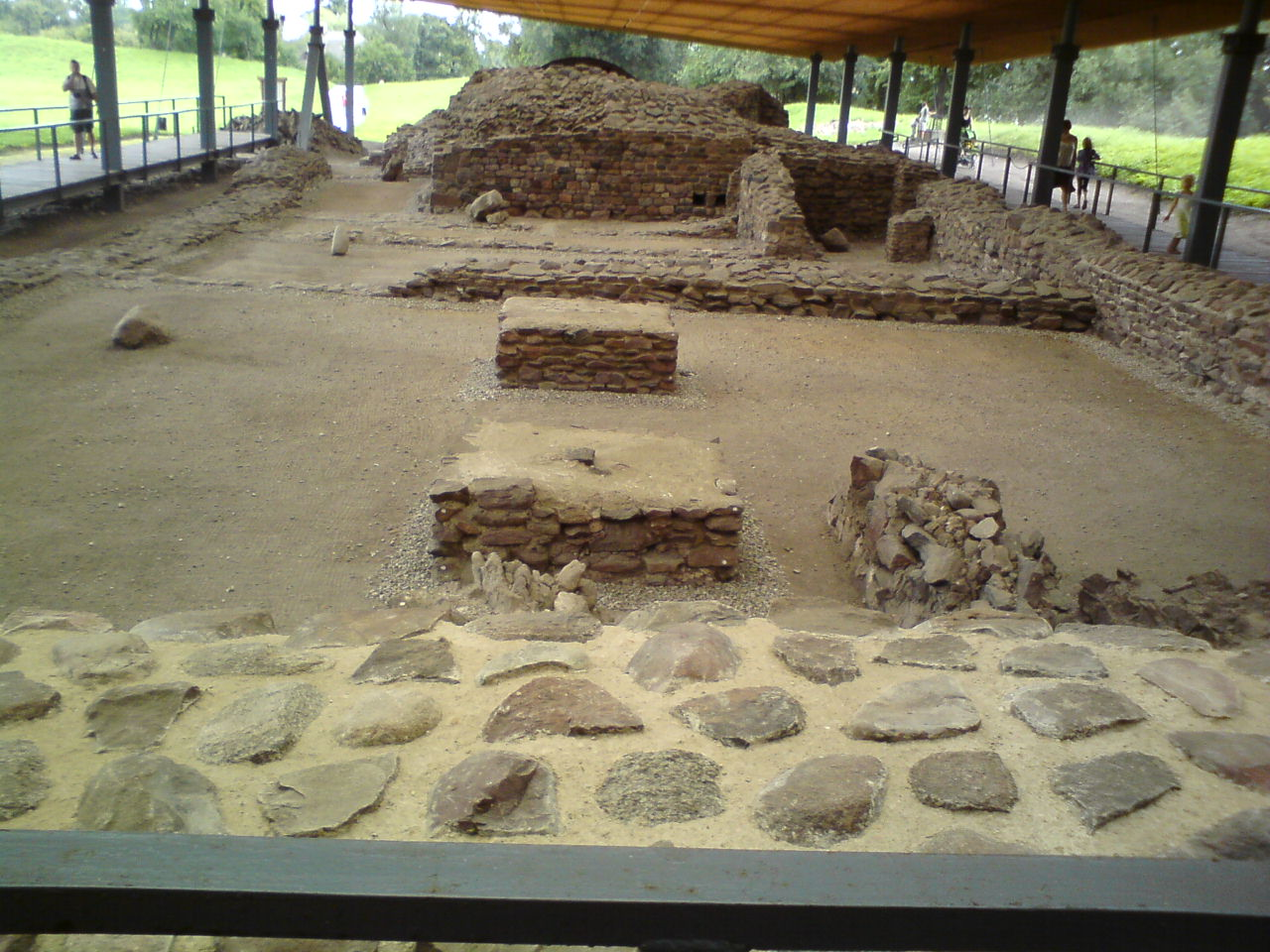
Ruiny palatium

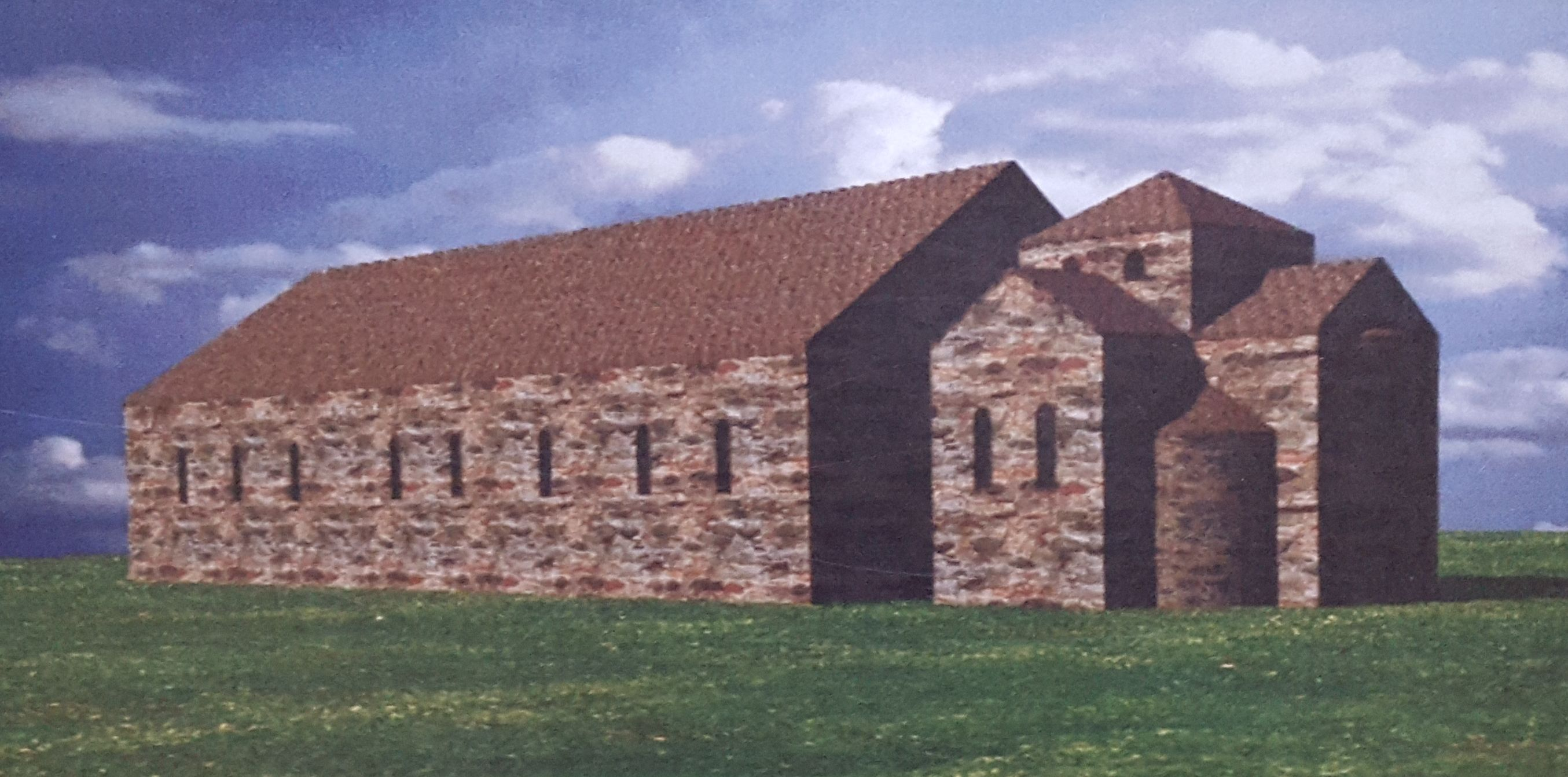
Wizualizacja palatium

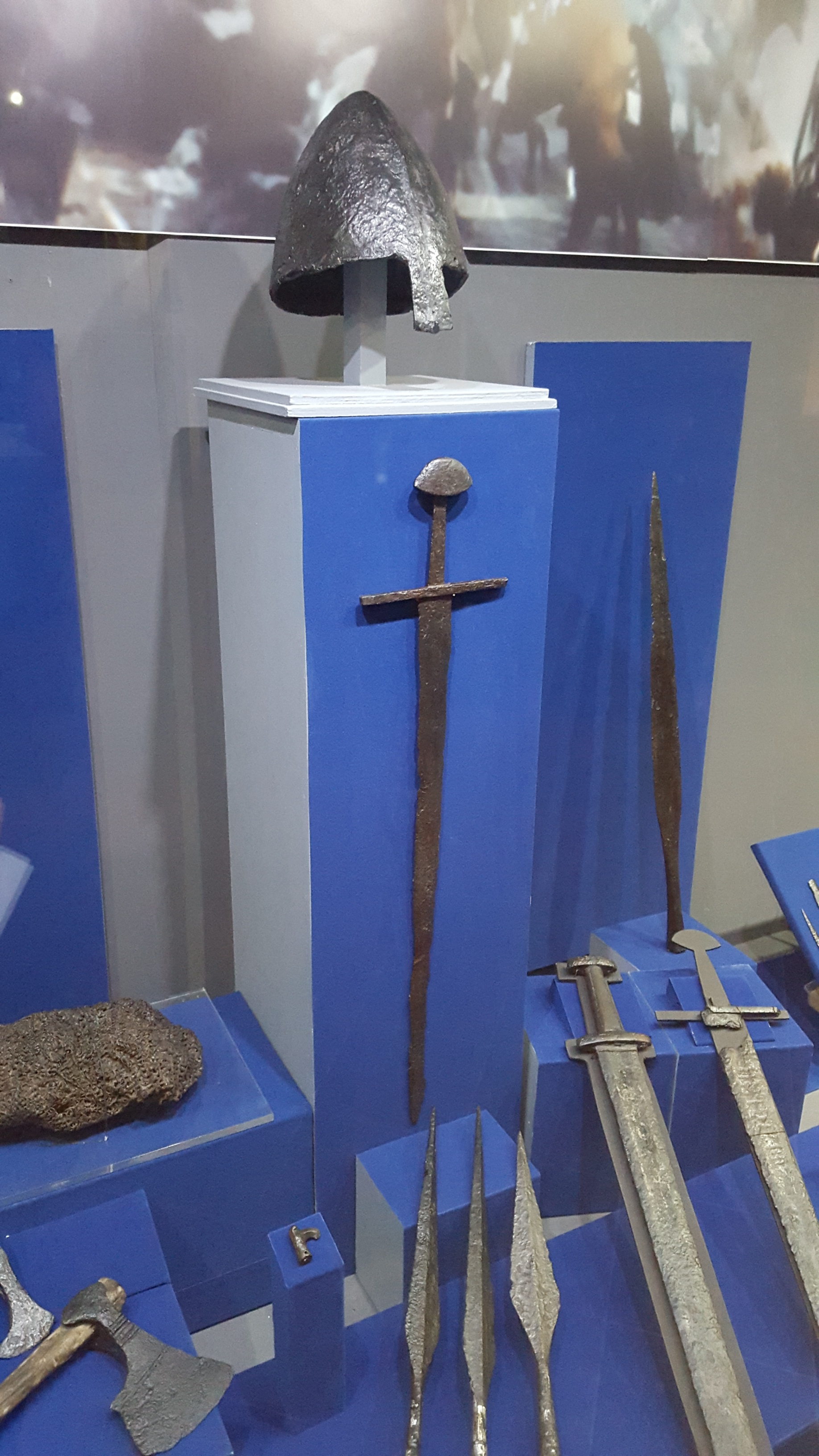
Miecz i hełm znaleziony na Ostrowie Lednickim

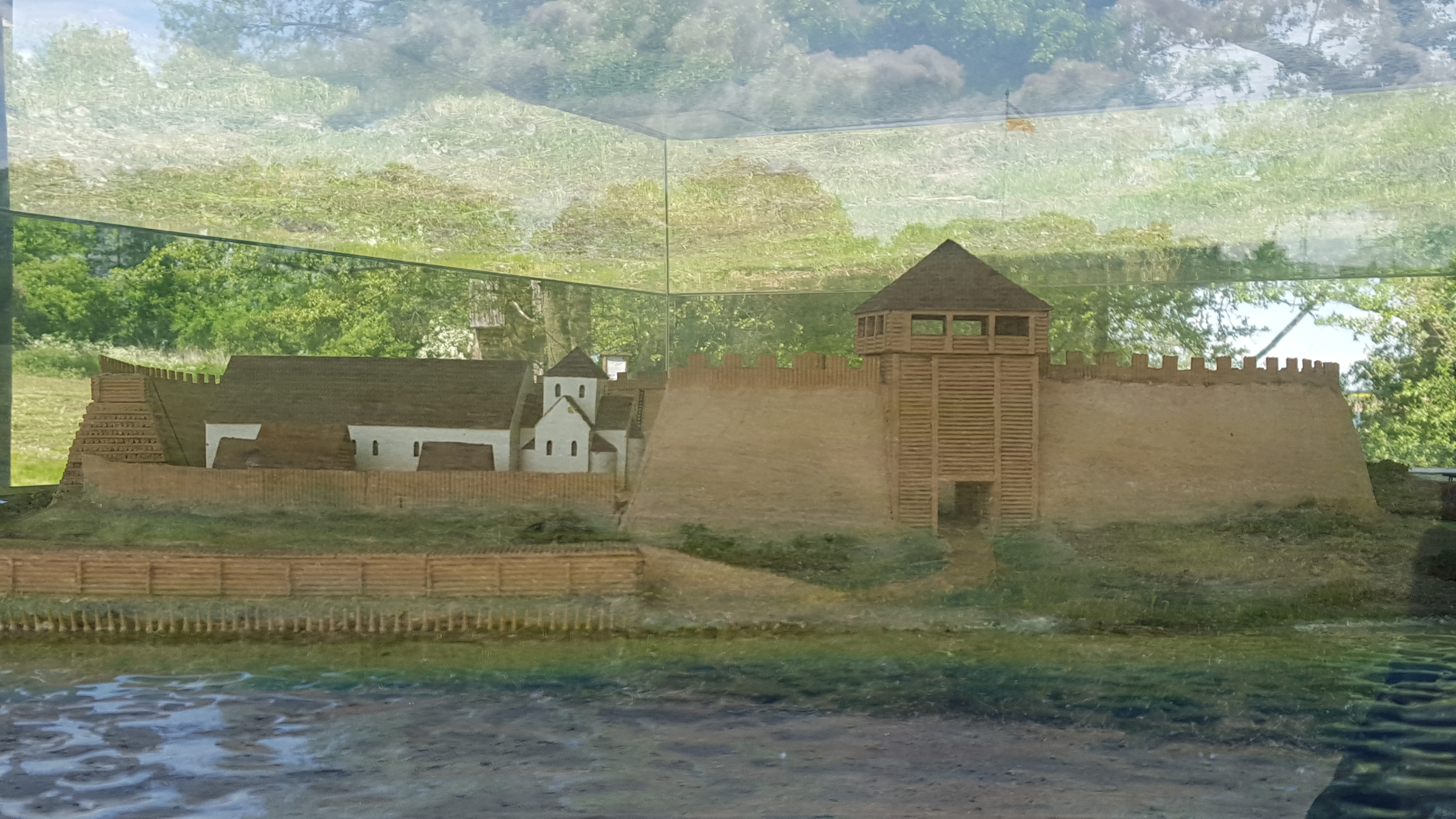
Makieta grodu

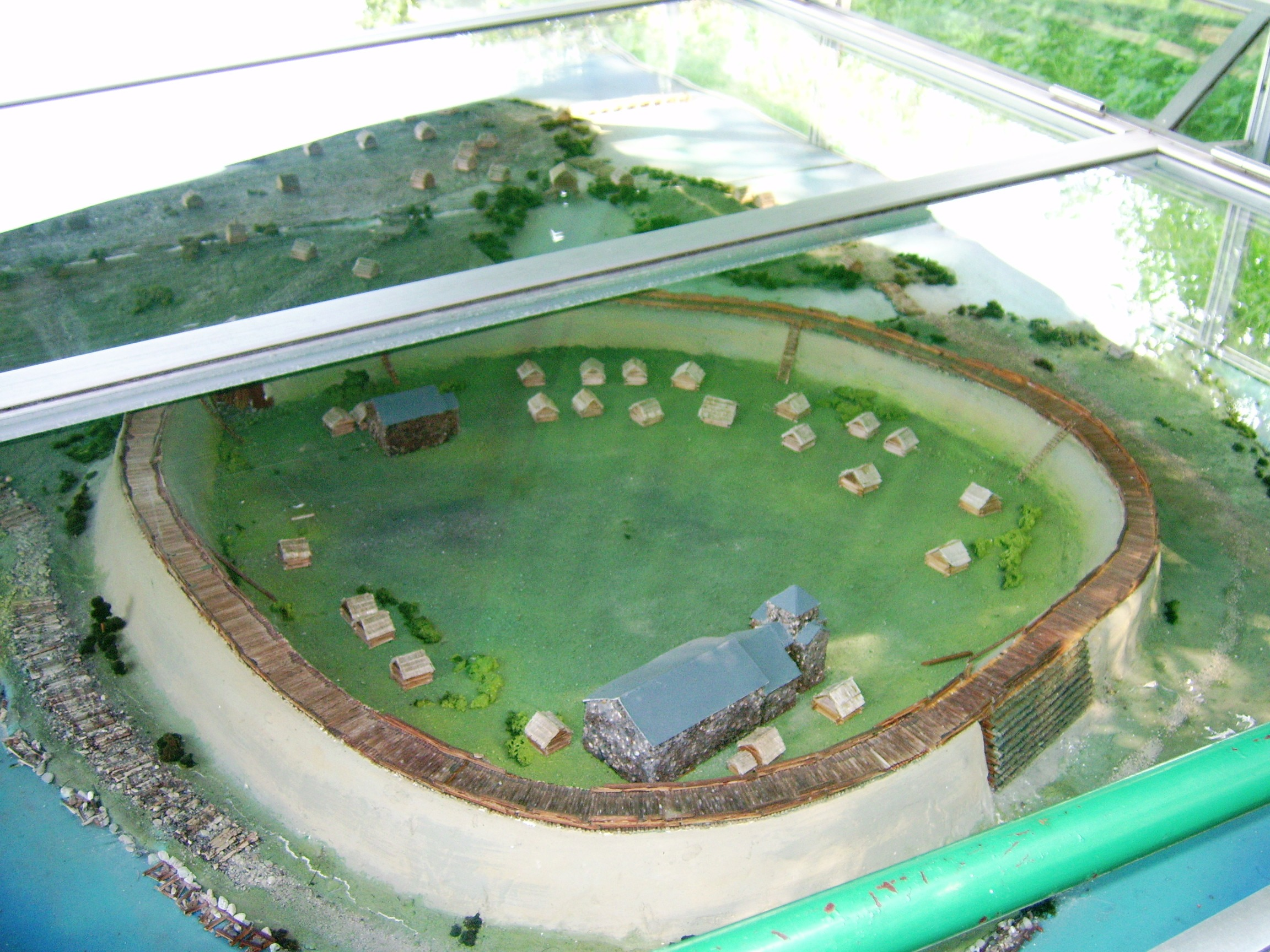
Makieta grodu

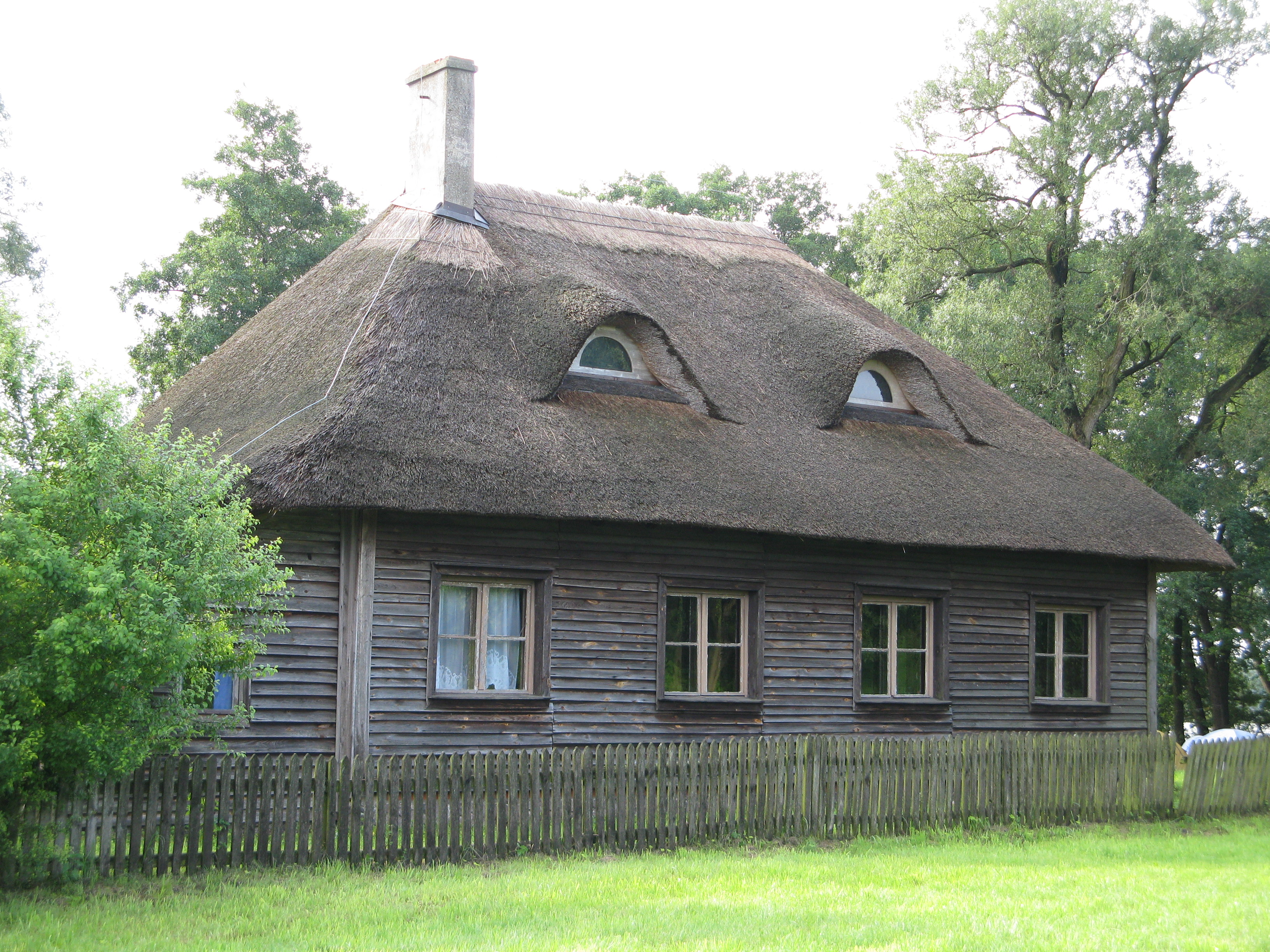
Dom na wyspie

Wyspa jest jednym z najważniejszych miejsc historii Polski. Za panowania Mieszka I i Bolesława Chrobrego była jednym z głównych ośrodków obronnych i administracyjnych Polski. Na wyspie, w centrum plemienia Polan (tuż obok ważnego, dawnego strategiczno-handlowego traktu lądowego oraz wodnego między Poznaniem a Gnieznem), zachowały się pozostałości grodu oraz relikty najstarszego w Polsce zespołu preromańskiej architektury pałacowo-sakralnej (z basenami do chrztu) i wolno stojącego kościoła cmentarnego z grobami w nawie i aneksach. Obydwa obiekty wzniesiono w czasach panowania Mieszka I (tuż przed 966 rokiem).
W tym miejscu toczy się akcja powieści Józefa Ignacego Kraszewskiego pt. Stara baśń wskrzeszająca zamierzchłe czasy pogańskich Słowian.

## Historia
Pierwsze źródła pisane dotyczące Ostrowa pochodzą z bulli papieża Innocentego II z 1136, poza tym kronika śląska z XIII w. podaje obszerne relacje o świetności wyspy, jednak historia ośrodka rozpoczęła się znacznie wcześniej. Wyspa była już zamieszkiwana w neolicie – młodszej epoce kamiennej, a więc wcześniej niż w 1800 r. p.n.e. Natomiast wczesnośredniowieczna osada Lednicka sprowadza się do przemian polegających na wybudowaniu fortyfikacji grodowej zajmującej jej południową część, realizacji wewnątrz przestrzeni okolonej drewniano-ziemnymi wałami programu związanego z monumentalną architekturą kamienną – tj. wyposażeniu tego grodu w dwie wolno stojące budowle: pałac (palatium) władcy połączony z kaplicą oraz kościół z prostym zamknięciem prezbiterium. Wyspę zabudowuje się również domostwami drewnianymi oraz wyposaża w drogi wiodące od mostowych przyczółków podgrodzia, ku zachodniemu oraz wschodniemu brzegowi Jeziora Lednica. Zlokalizowano tu także miejsca pochówków osób o najwyższym statusie społecznym.
Kres świetności Ostrowa Lednickiego przyniósł najazd Brzetysława I Czeskiego w 1038, kiedy zniszczono mosty i spalono gród. Po tym wydarzeniu odbudowano kościół, a osadę otoczono nowym wałem drewniano-ziemnym (zachowanym do dziś) o wysokości dochodzącej do 9 m. Nigdy jednak wyspa nie odzyskała już dawnej funkcji i rangi, choć osadnictwo przetrwało do XIII–XIV wieku. Status głównego ośrodka władzy przejmują w tym rejonie Pobiedziska, gdzie m.in. znajduje się jeden z książęcych dworów. Później Ostrów Lednicki pełnił już tylko rolę cmentarza.

## Badania archeologiczne
W 1843 roku hrabia Edward Raczyński zainicjował badania nad Ostrowem, które rozpoczęto w XIX wieku (Sokołowski, Łuszczkiewicz). W latach 1932–1935 odkryte zostało największe w Polsce wczesnośredniowieczne cmentarzysko (Wrzosek, Ćwirko-Godycki).W 1948 badania wykopaliskowe prowadził Witold Kieszkowski. W latach 60. XX wieku kontynuowano prace w ramach badań nad początkiem państwa polskiego (Mikołajczak, Żurowski, Łomnicki), co doprowadziło w 1962 roku do odsłonięcia kościoła grodowego. Od 1983 roku działa zespół zajmujący się pracami badawczymi i konserwatorskimi. W tym okresie dokonano odkryć, które potwierdziły, że kaplica-baptysterium, pałac, kościół grodowy, urządzenia obronne, mosty powstały w latach 60. X wieku i były związane z Mieszkiem I oraz chrystianizacją państwa. Prace konserwatorskie, polegające m.in. na zabezpieczeniu korony murów, prowadzono w okresie przed- (Wawrzyniak) i powojennym (Łomnicki, Kaszubkiewicz). Zadaszenie nad palatium wykonano w 1978. W 1992 w kaplicy ustawiony został krzyż brązowy, wzorowany na krzyżach znalezionych na wyspie. Obecnie prowadzona jest częściowa rekonstrukcja zabudowy podgrodzia.
Wynikiem szeroko zakrojonych prac naukowych jest założony na Ostrowie Lednickim rezerwat archeologiczno-historyczny z najcenniejszymi i najstarszymi obiektami w Lednickim Parku Krajobrazowym obejmującym jezioro i jego otoczenie. W wyniku badań dendrochronologicznych oraz podwodnych ustalono, że część wału uległa przebudowie w latach 70. X w., z kolei lednickie mosty wzniesiono w zimowo-wiosennym okresie przełomu lat 963–964. Mosty te (których długości wynosiły 438 m dla zachodniego i 187 m dla wschodniego z nich) zbudowane były z drewnianych belek wspartych na palach wbitych w dno jeziora. Przeprawy osiągały szerokość niemal 5 metrów i stanowiły część traktu prowadzącego z Poznania do Gniezna, łącząc Ostrów Lednicki z tymi grodami. Olbrzymie rozmiary mostów prowadzących na lednicką wyspę pozwalają zaliczyć je do największych w tej części Europy wczesnośredniowiecznych urządzeń inżynieryjnych tego typu. Mosty zostały zniszczone podczas najazdu czeskiego księcia Brzetysława I w 1038 roku.
W 2017 roku odkryto na jeziorze Lednica ślady trzeciego mostu, który jednak nie prowadził na Ostrów Lednicki, ale na wyspę Ledniczkę. W oparciu o badania dendrochronologiczne czas jego budowy określono na rok 913 lub 914. Długość przeprawy wynosiła około 120 metrów.
Znacząca w ideowej strukturze lednickiego ośrodka władzy była rola jednej ze starszych na ziemiach Polski budowli – jednonawowego kościoła w którym umieszczono wewnątrzsakralną nekropolię w części związaną z trzecim pokoleniem Piastów. Kościół ten, podobnie jak pierwsza z budowli funkcjonował jeszcze w XII w., aczkolwiek jego znaczenie nie było już tak ważne, jak wcześniej.
Status ośrodka władzy oraz jednego z sakralnych centrów państwa, potwierdzają liczne zabytki, m.in. staurotekę powstałą w kręgu sztuki bizantyjskiej, grzebień z kości słoniowej, czy złoconą oprawę liturgicznej księgi, odkryte w sąsiedztwie kościoła czy pałacu. Towarzyszyło im szereg innych luksusowych dóbr (ze złota, srebra i półszlachetnych kamieni).
Zgromadzone na wyspie bogactwa materialne oraz funkcjonującą tu siedzibę panującego ochraniała liczna załoga wojskowa, której część uzbrojenia zachowała się w jeziornych wodach. Pochodzenie pewnych egzemplarzy broni wskazywać może na skandynawską genezę niektórych członków książęcych drużyn. Lednickie uzbrojenie (w ilości ok. 300 egz.) należy do jednego z najliczniejszych europejskich zbiorów broni okresu wczesnośredniowiecznego.

### Gród
Gród na Ostrowie Lednickim wzniesiono w południowej części wyspy. Otaczał go wał o konstrukcji drewniano-ziemnej długości około 500 m, dziś w najwyższym miejscu wysoki na 8 m (pierwotnie mógł sięgać 12 m). Do wzniesienia go wykorzystano drewno z powierzchni około 850-hektarowego lasu. Wyraźny przekop w północnej części wału stanowi miejsce lokalizacji dawnej bramy wjazdowej od strony podgrodzia. We wnętrzu grodziska znajdują się relikty dwóch budowli: pałacu z kaplicą (na południu) i kościoła grodowego (na północy). Pałac i przylegającą do niego od wschodu kaplicę (o średnicy 11,5 m) zbudowano po 985 roku z miejscowego materiału skalnego łupanego w płaskie płytki (tzw. okrzeski) i łączonego zaprawą gipsową.

### Kaplica
Mury zachowały się w najwyższym fragmencie do wysokości 3 m, założona była na planie krzyża greckiego. W miejscu przecięcia się naw umieszczono cztery filary, każdy o przekroju ćwiartki koła, które wspierały centralnie usytuowaną wieżę i wydzielały wygodne obejście w ramionach krzyża. Wschodnią ścianę kaplicy zamykała apsyda ołtarzowa, a w zachodniej znajdowało się wejście do pałacu. W narożniku południowo-zachodnim zachował się głęboki otwór studni. Tuż obok dwa stopnie okrągłej klatki schodowej są śladem po nieistniejącej już wieży, która zapewniała komunikację z emporą kaplicy. Prosty bieg drugich schodów prowadził na wieżę dobudowaną w XIII w., która zamykała kaplicę od zachodu. Zachowała się jej dolna kondygnacja w postaci sklepionej krypty połączonej z kaplicą. Jej zewnętrzne ściany licowane są kamieniem obrobionym w regularną romańską kostkę. We wnętrzu kaplicy w ścianie południowej zachowały się parapety i fragmenty filarków dwóch okien dolnej kondygnacji. W ścianie północnej w końcu XIII wieku przebito otwór drzwiowy. Na lewo od wejścia znaleziono wówczas ukryty w murze skarb XIV-wiecznych monet śląskich, z których kilka kwartników należy do egzemplarzy unikatowych.

### Baptysterium
Na poziomie zalegania najstarszej posadzki kaplicy umieszczone były baseny służące do liturgii chrzcielnej. Każdy z nich powielał kształt połowy krzyża. Basen południowy, odsłonięty w 1988 roku, miał wymiary 4,6×1,8 m i był zagłębiony od 10 do 15 cm. Drugi, odkryty rok później, znajdował się w północnym obejściu kaplicy. Jego wymiary zbliżone były do południowego, różnił się jedynie głębokością, wynoszącą 25–30 cm. Z baptyzmalnymi basenami powiązane były pomieszczenia towarzyszące – przebieralnia oraz miejsce, w którym odbywały się obrzędy poprzedzające chrzest, czyli wyrzeczenia się szatana i wyznanie wiary. Mieścić się one mogły w prostokątnym aneksie dobudowanym do kaplicy od zachodu, a oddzielonym od pałacu wąskim pomieszczeniem, uznawanym za klatkę schodową. Baseny wraz z pomieszczeniami towarzyszącymi tworzyły prawdopodobnie kaplicę baptyzmalną, wzniesioną przede wszystkim na użytek władcy. Przebudowa budynku około roku 1000 doprowadziła do likwidacji basenu północnego i zmiany formy południowego, który pełnił pierwotne funkcje do około 1038–1039.

### Pałac
Wzniesiony na rzucie prostokąta (32 × 14 m) ma wyraźnie wydzielone pomieszczenia. Największe, usytuowane w zachodniej części, było podzielone trzema łukami arkadowymi na dwa trakty. Arkada uwieczniona na XIX-wiecznej rycinie stanowiła środkowy łuk tej konstrukcji. Pozostałe cztery pomieszczenia pałacu służyły różnym funkcjom. Najwęższe, w środkowej partii, ograniczone dwiema równoległymi ścianami, pełniło rolę drewnianej klatki schodowej. Piętro pałacu zasadniczo powielało podział parteru. Reprezentacyjna aula znajdowała się zapewne na piętrze w zachodniej części pałacu. Budowę wyspowego pałacu z kaplicą rozpoczęto pomiędzy 936 a 985. Później przebudowywano go jeszcze dwukrotnie. Pierwsza z przebudów (w przedromańskim wątku budowlanym) nastąpiła najpewniej około roku 1000, kolejna, tym razem już w romańskiej technice murów, w XII w.

### Kościół grodowy
Wzniesiony został z otoczaków kamiennych w północnej części grodu, w pobliżu bramy prowadzącej do jego wnętrza. Orientowany, jednonawowy (długości 13,5 m), z prostokątnym prezbiterium i dwoma aneksami od północy, ma we wnętrzu dwa kamienne grobowce, prawdopodobnie miejsca pochówku synów Bolesława Chrobrego. Kościół ten można zaliczyć do jednej z pierwszej nekropolii książęcych na ziemiach polskich.